# خليل المرزوق
خليل إبراهيم المرزوق (ولد في 28 يوليو 1967 في البحرين)، سياسي بحريني وقيادي في جمعية الوفاق الوطني الإسلامية المعارضة، وعضو في البرلمان البحريني في الأعوام 2006 - 2011. وشغل منصب النائب الأول لرئيس مجلس النواب البحريني قبل تقديم استقالته هو وأعضاء كتلة الوفاق الإسلامية، وهي أكبر الكتلة البرلمانية احتجاجا على الأوضاع الأمنية التي رافقت الاحتجاجات في البحرين في فبراير 2011. واعتقلته السلطات البحرينية في سبتمبر 2013 بتهمة التحريض على العنف، إلى أن برأته المحكمة في ينويو 2014. يتولى موقع المساعد السياسي لأمين عام جمعية الوفاق.

## نشأته وتعليمه
ولد في البحرين، وحصل عام 1990 على بكالوريوس في علوم الحاسب الآلي في جامعة الملك فهد للبترول والمعادن. عمل حتى العام 1996 مبرمجا ومحللا ومدير خدمات في شركات مختلفة في البحرين، ثم توجه للدراسة في بريطانيا وحصل عام 1998 على ماجستير في في الإدارة وتقنية المعلومات من جامعة شفيلد في بريطانيا. عاد إلى البحرين وعمل في عدة وظائف تتعلق بإدارة المعلومات الحوسبية. حصل عام 1999 على شهادة مدقق أنظمة معلومات معتمدة CISA من منظمة ISACA.

## العمل السياسي
نشط في المعارضة البحرينية واختير لرئاسة لجنة مناهضة التصويت الإلكتروني لانتخابات 2006 حيث تخوفت المعارضة من التلاعب بالأصوات، شارك في الانتخابات التشريعية البحرينية عام 2006 ونال عضوية البرلمان نائبا عن كتلة الوفاق المعارضة، متغلبا على 12 مرشحاً في الدائرة الثانية في المنامة (المخارقة، رأس رمان، وسط المنامة)، وشغل منصب رئيس لجنة الشئون التشريعية والقانونية في مجلس النواب لمدة أربعة أدوار في الفصل التشريعي الثاني 2006 -2010. استقال من البرلمان في فبراير 2011 مع 17 نائبا من حركة الوفاق احتجاجا على مقتل متظاهرين في مواجهات مع الشرطة البحرينية في الاحتجاجات التي شهدتها البحرين مطالبة بالإصلاح السياسي.
اعتقلته السلطات البحرينية في 17 سبتمبر 2013 وجوكم إلى جانب مجموعة من شخصيات المعارضة والناشطين بتهم تتعلق بالتحريض على العنف واستغلال منصبه لارتكاب جرائم إرهابية، وبرأته المحكمة في 25 يونيو 2014.
اعتقلته السلطات مجددا في 15 نوفمبر 2016 وحققت معه بتهمة التجمهر وأخلي سبيله في نفس اليوم.

## مناصب وعضويات
- عضو مجلس النواب بمملكة البحرين للدورة التشريعية من 2006 حتى 2010، 2010-2011
- النائب الأول لرئيس مجلس النواب المستقيل
- رئيس لجنة الشئون التشريعية والقانونية لأربعة أدوار انعقاد متتالية 2006 - 2010
- نائب رئيس كتلة الوفاق الوطني الإسلامية وناطقها الرسمي
- عضو هيئة مكتب مجلس النواب البحريني لإربعة أدوار انعقاد
- مقرر لجنة التحقيق النيابية في شركة ممتلكات القابضة
- عضو منظمة برلمانيون عرب ضد الفساد
- عضو الاتحاد البرلماني الآسيوي
- رئيس/نائب رئيس لجنة الشئون الثقافية والاجتماعية
- نائب رئيس اللجنة الاقتصادية
- عضو المجلس التنفيذي لمنظمة برلمانيون من اجل التحرك العالمي PGA
- عضو لجان الصداقة البرلمانية، الألمانية والسنغافورية، الاتحاد الأوروبي[1]

## مقالات ذات صلة
- علي سلمان
- محمد يوسف المزعل
- محمد جميل الجمري
- جاسم حسين